# Evelin Jahl
Evelin Jahl (Alemania, 28 de marzo de 1956), también llamada Evelin Schlaak, es una atleta alemana retirada, especializada en la prueba de lanzamiento de disco en la que, compitiendo con la República Democrática Alemana, llegó a ser campeona olímpica en 1980.

## Carrera deportiva
En los JJ. OO. de Montreal 1976 ganó la medalla de oro en el lanzamiento de disco, por delante de la búlgara Mariya Vergova y alemana Gabriele Hinzmann.
Cuatro años después, en los JJ. OO. de Moscú 1980 ganó la medalla de oro en el lanzamiento de disco, llegando hasta los 69.96 metros, por delante de la búlgara Mariya Petkova y su compatriota Tatyana Lesovaya.